# 25426 Alexanderkim
25426 Alexanderkim (tên chỉ định: 1999 VU169) là một tiểu hành tinh vành đai chính. Nó được phát hiện bởi dự án Nghiên cứu tiểu hành tinh gần Trái Đất Lincoln ở Socorro, New Mexico, ngày 14 tháng 11 năm 1999. Nó được đặt theo tên Alexander Mee-Woong Kim, a finalist in Cuộc thi tìm kiếm Tài năng Khoa học trẻ Intel]] năm 2009.